# Noyau (anatomie)
Pour les articles homonymes, voir Noyau.
En anatomie, un noyau est un amas topographiquement organisé de cellules spécifiques sur le plan anatomique et fonctionnel.
Dans l'encéphale, on trouve :
- au niveau du télencéphale :
  - le noyau accumbens,
  - le noyau basal de Meynert,
  - le noyau caudé ;
- au niveau du diencéphale :
  - le noyau sous-thalamique,
  - plusieurs parties du thalamus, par exemple le noyau suprachiasmatique ou le noyau ventromédian ;
- au niveau du tronc cérébral :
  - le noyau d'Edinger-Westphal,
  - le noyau pedonculopontin,
  - le noyau rouge.

Ailleurs, on trouve :
- le noyau fibreux central du périnée,
- le noyau pulpeux d'un disque intervertébral.